# ألفريد كرومبتون
ألفريد والتر «فز» كرومبتون (بالإنجليزية: Alfred Walter "Fuzz" Crompton)‏ (من مواليد 21 فبراير 1927 في ديربان) هو عالم حفريات وعالم حيوان من جنوب أفريقيا.
درس كرومبتون في جامعة ستيلينبوش وحصل على درجة البكالوريوس في عام 1947 ودرجة الماجستير في عام 1949، في علم الحيوان. أكمل شهادة الدكتوراه في جامعة كامبريدج في عام 1953.
ومن عام 1954 إلى عام 1956، قام كرومبتون بتنظيم المتحف الوطني للحفريات في بلومفونتين. ومن عام 1956 إلى عام 1964 توجه متحف جنوب أفريقيا في كيب تاون، حيث حاضر في الجامعة أيضًا. ومن عام 1964 إلى عام 1970 كان أستاذاً للبيولوجيا والجيولوجيا في جامعة ييل، ثم عمل في الفترة من 1970 إلى 1976 في متحف بيبودي للتاريخ الطبيعي. ومن عام 1970 وحتى عام 1982 قام بإدارة متحف علم الحيوان المقارن في جامعة هارفارد، ومنذ عام 1970 وحتى عام 1985 عمل كبروفيسور لتدريس علم الحيوان في جامعة هارفارد. وبين عامي 1985 و 2005 حصل على لقب أستاذ فخري للتاريخ الطبيعي.
كما حصل على زمالة غوغنهايم في الفترة ما بين عامي 1976 و1983. وحصل أيضًا عل زمالة الأكاديمية الأمريكية للفنون والعلوم في عام 1969 والجمعية الأمريكية لتقدم العلوم. وفي عام 2011 كُرِّم بوسام رومر سيمبسون.

## روابط خارجية
- Homepage